# Chambre de métiers d'Alsace
La Chambre de métiers d'Alsace a son siège à Schiltigheim au 30, avenue de l'Europe - Espace européen de l'entreprise.

## Mission
À ce titre, elle est un organisme chargé de représenter les intérêts des 24700 entreprises artisanales 'actives' d'Alsace et de leur apporter certains services. Elle est constituée d'une seule entité pour les deux départements alsaciens avec une section distincte par département.
Comme toutes les chambres consulaires, elle est placée sous la tutelle du préfet de région représentant le ministère chargé de l'industrie et le ministère chargé des PME, du Commerce et de l'Artisanat.

## Service aux entreprises
- Défense et représentation des entreprises artisanales.
- Création/transmission d'entreprise (centre de formalités des entreprises).
- International.
- Formation initiale (apprentissage)
- Formation continue diplomante (brevet technique des métiers, brevet de maîtrise).
- Aides aux entreprises.
- Aménagement et développement du territoire.

## Historique
La Chambre de métiers d'Alsace est la plus vieille de France.
Elle a été créée le 6 décembre 1899 (l'Alsace était sous autorité allemande).
1923 Scission et création d'une Chambre de métiers de la Moselle.
1979 Création du Centre de formation des apprentis d'Eschau.
1980 Création du centre de formation des apprentis (CFA) de Mulhouse.
1985 Ouverture du Centre national de formation d'apprentis facteurs d'orgues au sein du CFA d'Eschau.
1999 Inauguration des nouveaux locaux - espace européen de l'entreprise à Schiltigheim.